# Uaica
Genre
Uaica est un genre d'araignées aranéomorphes de la famille des Sparassidae.

## Distribution
Les espèces de ce genre sont endémiques du Brésil.

## Liste des espèces
Selon World Spider Catalog (version 26, 29/04/2025) :
- Uaica carapiranga Rheims, 2025
- Uaica juruena Rheims, 2025
- Uaica karipuna Rheims, 2025
- Uaica mapia Rheims, 2025
- Uaica uatuma Rheims, 2025

## Étymologie
Le nom du genre fait référence au conte folklorique "The Dreaming Tree" des tribus Karajá et Apinaye ayant pour personnage principal : Uaica.

## Systématique et taxinomie
Ce genre a été décrit par Rheims en 2025 dans les Sparassidae.

## Publication originale
- Rheims, 2025 : « Uaica gen. nov., a new genus of huntsman spiders from the Brazilian Amazonia (Araneae: Sparassidae). » European Journal of Taxonomy, vol. 989, p. 24-49 (texte intégral).